# Sokol Cikalleshi
Sokol Cikalleshi (pronunție albaneză: /ˈsɔkɔl ˈtsikaɫɛʃi/; n. 27 iulie 1990, Kavaja, Regiunea Tirana, Albania) este un fotbalist albanez liber de contract, care joacă pe post de atacant. Pe plan internațional, are prezențe la națională pentru Albania U19⁠(d), Albania U20⁠(d) și Albania U21⁠(d). și pentru echipa națională a Albaniei.
El și-a făcut debutul ca fotbalist profesionist în 2007 la vârsta de 17 ani la Besa Kavajë și apoi a fost împrumutat la Skünderbeu Korçë, Tirana și la echipa sud-coreeană Incheon United între anii 2011 și 2012. A semnat cu Kukësi în 2013 și a înscris 22 de goluri în toate competițiile în sezonul  2013-2014, performanță în urma căreia a fost chemat la echipa națională a Albaniei, precum și echipa croată RNK Split, care l-a adus pe jucător în 2014 pentru 100.000 €. El a fost cel mai bun marcator al clubului în timpul sezonului 2014-2015, marcând de 13 ori în toate competițiile, după care a fost transferat de clubul turc İstanbul Bașakșehir pentru 1,8 milioane de euro în 2015.
El a fost chemat pentru prima dată la echipa națională a Albaniei de Gianni De Biasi și a debutat la 31 mai 2014 împotriva României. De la debutul său, el a fost convocat constant, jucând în 27 de meciuri și marcând două goluri în amicale.

## Clubul de carieră

### Besa Kavajë
Cikalleshi a ajuns la Besa Kavajë în 2002, la vârstă de 12 ani, jucând pentru toate categoriile de vârstă ale echipei. A debutat la vârsta de 17 ani în etapă a Superligiii Albaniei 2007-2008 împotriva rivalei locale Teuta Durrës, meci în care a intrat la pauză care s-a terminat cu o victorie scor 5-3. În sezonul următor a fost căpitanul echipei sub 19 ani a lui Besa, care a câștigat campionatul, jucând și în 10 partide pentru echipa mare, fiind titular în două dintre ele. Sub conducerea lui Shpëtim Duro, Cikalleshi a devenit titular în timpul sezonului 2009-2010, fiind coechipier în atac cu Daniel Xhafaj și cu Vioresin Sinani, doi dintre cei mai prolifici marcatori din istoria fotbalului albanez. El a jucat 27 de meciuri în campionat și a marcat de două ori, primul dintre ele cu Shkumbini Peqin pe 29 august 2011, iar al doilea împotriva lui Vllaznia Shkodër mai târziu în acel sezon. Besa a terminat pe locul al doilea în Superliga din Albania, după Dinamo Tirana, și a câștigat Cupa Albaniei pentru a doua oară în istorie. Cikalleshi a jucat un rol important în câștigarea cupei, competiție în care a jucat în opt meciuri și în care a marcat de două ori, inclusiv golul câștigător în semifinale împotriva lui Shkumbini Peqin. A jucat și în finala câștigată în fața lui Vllaznia Shkodër.

#### Împrumutul la Skënderbeu Korçë
El a fost împrumutat de Skënderbeu Korçë pentru 6 luni înainte de deschiderea ferestrei de transfer de pe 1 ianuarie și fost luat în cantonamentul echipei din Antalya, Turcia.

#### Împrumutul la Tirana
Cikalleshi a fost împrumutat la Tirana până la sfârșitul sezonului 2011-2012, pe 27 ianuarie 2012, după ce a dat probe la echipă, susținând că este „șansa vieții sale”. El a debutat pentru club în Cupa Albaniei împotriva lui Bylis Ballsh, pe 29 ianuarie, în care a fost înlocuit în minutul 63 de Klodian Duro în remiză fără goluri.

#### Împrumutul Incheon United
În iulie 2012, Cikalleshi a fost împrumutat la clubul sud-coreean din K-League Incheon United FC pentru 6 luni. În timpul petrecut la albaștri-negri, Cikalleshi a jucat în șase partide, fiind titular în doar două dintre ele, jucând în total 193 de minute.

### Kukësi
În august 2013, Cikalleshi a semnat cu FK Kukësi un contract pe un an. El și-a făcut debutul pentru echipă pe 4 septembrie 2013, în timpul înfrângerii cu 1-0 suferite în fața nou-promovatei Lushnja. A marcat primul gol peste opt săptămâni, marcând în meciul din deplasare câștigat cu 2-1 împotriva lui Flamurtari Vlorë. A marcat din nou în etapa următoare cu Laçi, în care Kukësi a câștigat în ultimele secunde mulțumită unui penalty. La 6 noiembrie 2013, în returul primului tur al Cupei Albaniei 2013-14, Cikalleshi a marcat într-o victorie, scor 5-0 cu Naftëtari Kuçovë, ajutând-o pe Kukësi să avanseze în următoarea rundă cu 6-0 la general. A înscris pentru al patrulea meci consecutiv, de data aceasta în fața fostei sale echipe, KF Tirana, ajutând-o pe Kukësi să câștige cu 2-1 pe Stadionul Zeqir Ymeri; a fost ales „Omul meciului”.

### RNK Split
După eliminarea lui FK Kukësi în Europa League, pe 16 iulie 2014, Cikalleshi a semnat cu echipa croată RNK Split un contract pe trei ani pentru suma de transfer de 100.000 €. El a fost prezentat în aceeași zi, primind tricoul cu numărul 99. Cu toate acestea, Kukësi a susținut că nu-i va da voie lui Cikalleshi să joace, deoarece documentele lui erau încă la club. Clubul a adăugat, de asemenea, că jucătorul mai avea încă un an în contract și că va trimite cazul la FIFA și UEFA.
La 19 august a marcat primul său gol pentru RNK Split într-un meci împotriva lui NK Hrvace, din Cupa Croației 2014-2015.

### İstanbul Bașakșehir

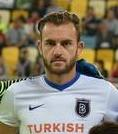
Cikalleshi la İstanbul Bașakșehir în 2016

La 6 iunie 2015, RNK Split a acceptat suma de 1,8 milioane de euro oferită de echipa turcă İstanbul Bașakșehir din Süper Lig. Zece zile mai târziu, Cikalleshi a fost prezentat oficial și a semnat un contract pe 4 ani.

#### Împrumutul la Akhisar Belediyespor
În ianuarie 2017 Cikalleshi a fost împrumutat la Akhisar Belediyespor din Süper Lig până la sfârșitul sezonului. El si-a făcut debutul ca titular câteva zile mai târziu împotriva lui Gümüșhanespor, într-un meci din Cupa Turciei câștigat de echipa sa cu 3-1, cu Akhisar Belediyespor progresând în sferturile de finală. A marcat primul său gol pe 13 martie 2017 împotriva lui Trabzonspor în minutul 11, meci pierdut de echipa sa cu 1-3. La 1 aprilie 2017, Cikalleshi a înscris un gol împotriva echipei sale care l-a împrumutat, İstanbul Bașakșehir, în minutul 90 + 4 minute, care a fost golul victoriei cu 2-1. Pe 23 aprilie 2017 Cikalleshi a marcat un gol și a oferit o pasă de gol împotriva lui Bursaspor într-o victorie cu 5-1. În etapa următoare, Cikalleshi a dat cele două pase de gol din victoria cu 2-0 obținută în fața luiKasımpașa, ceea ce a făcut-o pe Akhisar Belediyespor să scape matematic de la retrogradarea din Süper League pentru sezonul următor. La 8 mai 2017, Cikalleshi a înscris două goluri în 3 minute, și a tras un șut care a fost respins în propria poartă de unul din fundașii echipei Gaziantepspor. Akhisar Belediyespor a câștigat cu 6-0. Cikalleshi a marcat al șaselea gol pe 22 mai 2017 împotriva lui Alanyaspor într-o victorie scor 3-0.

#### Întoarcerea din împrumut
Cikalleshi a fost inclus în lotul care a participat la a treia rundă de calificare a Ligii Campionilor din 2017-2018.

### Osmanlıspor
La 28 august 2017, Cikalleshi a semnat cu Osmanlıspor din Süper Lig un contract pe 3 ani, clubul plătindu-i lui İstanbul Bașakșehir 2 milioane de euro și oferindu-i jucătorului un contract de 2,5 milioane de euro pe sezon. El și-a făcut debutul în etapa a patra împotriva lui Göztepe, la 10 septembrie 2017, în care a fost înlocuit la pauză într-o înfrângere cu 0-2 Cikalleshi a început anul 2018 cu bine, înscriind de două ori în meciul din turul optimilor Cupei Turciei împotriva lui Beșiktaș, în care a reușit să înscrie de două ori în minutul 86, respectiv în minutul 88, cu echipa sa câștigând cu 2-1, însă nu a fost de ajuns. Beșiktaș a trecut mai departe după ce a câștigat în tur cu 4-1.

### Akhisar Belediyespor
La data de 16 ianuarie 2019, Cikalleshi a revenit la Akhisar Belediyespor, pentru care a mai jucat în sezonul 2016-2017. El a semnat un contract până în iunie 2022 și a primit numărul 37. În primul său meci jcuat două zile mai târziu, Cikalleshi a intrat în a doua repriză și a marcat singurul gol al echipei sale într-o înfrângere acasă scor cu 1-3 în Beșiktaș.

## Cariera la națională

### Tineret
Cikalleshi a jucat pentru echipele naționale de tineret ale Albaniei, reprezentându-și echipa la categoriile de vârstă sub 19, 20 și sub 21.
El a făcut parte din echipa Albaniei sub 19 ani care a participat în calificările la Campionatului European de tineret sub 19 ani. Primul său mei jucat pentru această reprezentativă a avut loc la 10 octombrie 2008 în al doilea meci din Grupa a cincea, împotriva Serbiei, care s-a terminat cu o înfrângere, scor 5-0. El a mai jucat un meci, însă naționala sa a terminat pe ultimul loc în grupă.
În iunie 2009, Cikalleshi a fost convocat de către selecționerul Albaniei sub 20 de ani, Artan Bushati, pentru a face parte din echipă la Jocurile Mediteraneene din 2009. A jucat ca titular în ambele meciuri din Grupa D; în primul, o înfrângere cu 1-2 în Tunisia, a jucat timp de 70 de minute, iar în al doilea a fost integralist, în înfrângerea scor 0-3 în Spania, care i-a adus eliminarea din turneu.
Cikalleshi a făcut parte din echipa de sub 21 de ani care a participat la calificările Campionatului European sub 21 de ani al UEFA, în care Albania a fost plasată în grupa 10. Cikalleshi a  debutat pentru această reprezentativă la 13 noiembrie 2009 în meciul 6 împotriva Austriei, intrând în ultimele minute ale egalului Albaniei scor 2-2. Mai târziu, pe 4 septembrie 2010, când Albania era deja eliminată, Cikalleshi a jucat primul său meci ca titular împotriva Azerbaijanului, marcând un gol, însă echipa sa a pierdut cu 3-2. Albania a terminat Grupa 10 în poziția a 4-a cu doar 4 puncte din 8 meciuri.

### Senior
După meciurile bune făcute la Kukësi în sezonul 2013-2014, Cikalleshi a fost pentru prima dată convocat la naționala mare a Albaniei de către selecționerul echipei, Gianni De Biasi, pentru meciurile amicale împotriva României în luna mai și Ungaria și San Marino în iunie 2014. El și-a făcut debutul internațional pe 31 mai în deplasare, în înfrângerea suferită în România, 1-0, fiind înlocuit în a doua repriză de Shkëlzen Gashi.
Cikalleshi a fost convocat constant de antrenorul Gianni De Biasi în campania de calificare de succes a echipei la UEFA Euro 2016. El a fost titularul postului de atacant, jucând 7 meciuri, însă nu a marcat niciun gol. La 16 noiembrie 2015, Cikalleshi a intrat de pe bancă pentru a marca primul său gol la națională pentru Albania în minutul 94, în remiza scor 2-2 dintr-un meci amical împotriva Georgiei, în ultimul meci internațional de pe stadionul Qemal Stafa.
Cikalleshi și-a pierdut locul de titular la începutul anului 2016, datorită bunei forme a coechipierului său Armando Sadiku. Cu toate acestea, el a fost numit în lotul lărgit al Albaniei de 27 de jucători pentru UEFA Euro 2016 și în lotul definitiv de 23 de jucători care au participat la UEFA Euro 2016 pe 31 mai. Cikalleshi a jucat în primul meci din grupă cu Elveția, după ce a intrat în ultimele cincisprezece minute, însă nu și-a putut ajuta echipa, Albania pierzând meciul cu 1-0. Acestea au fost singurele minute pe care le-a jucat în timpul campaniei, fiind rezervă neutilizată în următoarele meciuri împotriva Franței și României. Albania a terminat grupa pe poziția a treia cu trei puncte și cu un golaveraj de -2 și s-a clasat pe ultimul loc dintre echipele care au terminat pe locul trei, cu Albania fiind eliminată din competiție.
Cikalleshi a jucat puțin în campania de calificare pentru Campionatul Mondial din 2018 pentru Albaniei. El a jucat în doar 3 meciuri, doar unul ca titular, strângând 132 de minute fără gol marcat. În septembrie 2017, a fost chemat de Christian Panucci pentru meciurile împotriva Liechtensteinului și Macedoniei, dar a cerut să fie lăsat să-și rezolve transferul la Osmanlıspor.

## Stilul de joc
Cikalleshi este un atacant versatil, care este cunoscut pentru abilitățile sale de marcator și pentru că este puternic în duelurile aeriene. Șutează la fel de bine și cu stângul și cu dreptul.

## Viața personală
La 12 octombrie 2017, Cikalleshi a devenit tată pentru prima dată când soția sa a născut prima fiică a cuplului, numită Rajna.